# Waag (stichting)
Waag Futurelab is een stichting gevestigd in Amsterdam die zich bezighoudt met het versterken van kritische reflectie op technologie, het ontwikkelen van technologische en maatschappelijke ontwerpvaardigheden en het stimuleren van sociale innovatie. Directeur van Waag Futurelab is Marleen Stikker, internetpionier en tevens mede-oprichter van De Digitale Stad.
De organisatie werd als "Maatschappij voor Oude en Nieuwe Media" in 1994 opgericht door Stikker en Caroline Nevejan voortkomend uit De Digitale Stad. In 1996 werd na verhuizing naar het Amsterdamse Waag-gebouw de naam veranderd in Waag Society. In 2021 werd dit veranderd naar Waag Futurelab.
Het werk van Waag valt onder samen te vatten in drie onderdelen: onderzoek, publieksprogramma en academy. 

## Waag Onderzoek
Waag bestaat uit meerdere onderzoeklabs, die vanuit verschillende thema’s onderzoek doen naar technologie en samenleving. De labs maken gebruik van onderzoeksmethoden om zoveel mogelijk mensen in staat te stellen mee te kunnen ontwerpen aan onze toekomst. Waag noemt dit public research. Hierbij staat de leefwereld en het handelingsperspectief van burgers centraal. 

## Waag Publieksprogramma
Waag Open is het maandelijkse publieksprogramma. Er worden actuele thema’s uitgelicht, wisselende workshops georganiseerd en samenwerkingen tussen wetenschappers, ontwerpers en kunstenaars gepresenteerd. Hierbij opent Waag elke eerste donderdagavond van de maand haar deuren voor programma’s waar iedereen aan kan deelnemen. Daarnaast is er een open podium, waarop partners en andere geïnteresseerden voorstellen voor programmering kunnen doen.

## Waag Academy
Met het Academy-programma biedt Waag lesprogramma’s voor jongeren en professionals, waarmee ze zich ontwikkelen in nieuwe technologieën en maakmethoden. Waag Academy bundelt de kennis en methoden van het toonaangevende werk van de onderzoeklabs en biedt deze in formats aan: van intensieve trajecten, zoals de BioHack Academy, tot ééndaagse workshops co-creatie. De Academy-programma’s vinden plaats in de Waag zelf, bij organisaties op locatie, of bijvoorbeeld in Maakplaatsen, die Waag in samenwerking met de Openbare Bibliotheek Amsterdam heeft ingericht.
Naast de onderzoeksactiviteiten, zijn er ook fysieke labs zoals het Fablab, Biolab & TextielLab op de bovenverdiepingen van de Waag. Het kantoor van Waag Futurelab is sinds 2014 gevestigd in het nabijgelegen Pintohuis,
Bekende uitkomsten van onderzoek bij Waag Futurelab zijn o.a. de Fairphone,, oprichting van Creative Commons Nederland en Museumnachtprijs 2015. 